# Meike Meiners
Meike Meiners (* 1961 in Glückstadt) ist eine deutsche Schauspielerin und Hörspielsprecherin.

## Leben
Meike Meiners besuchte die Schauspielschule von Hildburg Frese in Hamburg, ging dann für ein Jahr ans Ohnsorg-Theater, an das sie Ende der 1990er Jahre zurückkehrte und dessen Ensemble sie seitdem angehört. Hier sah man sie in zahlreichen Inszenierungen wie De schöönste Dag in't Johr, Hartlich willkamen, De Witwenclub, Lögen hebbt junge Been oder Hogen Besöök, der niederdeutschen Adaption des Dürrenmatt-Stückes Der Besuch der alten Dame.
Daneben ist Meike Meiners als Übersetzerin hochdeutscher Theaterstücke ins Niederdeutsche tätig und eine vielbeschäftigte Sprecherin in Hörspielproduktionen des Norddeutschen Rundfunks und Radio Bremens. Im Fernsehen war sie in der Vergangenheit gelegentlich in Fernsehfassungen einiger Ohnsorg-Inszenierungen zu sehen.
Meike Meiners lebt in Hamburg und ist mit ihrem Schauspielkollegen Oskar Ketelhut verheiratet, ebenfalls Ensemblemitglied des Ohnsorg-Theaters.

## Filmografie
- 1986: Der Trauschein
- 1989: Alles oder nichts
- 1991: Na sowas!
- 1995: Der Oleanderpapagei
- 1996: Unsere Mutter wird 'ne Diva
- 1997: Seemann, gib' acht!
- 1997: In Luv und Lee die Liebe
- 1998: Die graue Maus
- 1999: Blütenzauber
- 2000: Gefährliche Landung
- 2000: Der letzte Wille
- 2002: Lustfahrt ins Paradies
- 2002: Eine gute Partie
- 2004: Willi, das Prachtstück
- 2005: Pension Schöller
- 2009: Ein gemütlicher Abend
- 2013: Lügen haben junge Beine
- 2017: Herzlich Willkommen
- 2019: Ein besserer Herr

## Hörspiele (Auswahl)
- 1985: Schandal op'n Gänsemarkt – Regie: Michael Leinert
- 1986: Ulli sien Mudder – Regie: Jochen Schütt
- 1988: Een nette lütte Stadt in Norddütschland – Regie: Hans Helge Ott
- 1988: Ehr dat to laat is – Regie: Michael Leinert
- 1989: Dat Geschenk – Regie: Hans Helge Ott
- 1990: Wulkenpalaver – Regie: Frank Grupe
- 1990: Die Schipper-Kids (7. Folge: Die Schipper-Kids und die Kopie) – Regie: Hans Helge Ott
- 1992: Botterbrot – Regie: Jochen Schütt
- 1993: Keeneen kennt Nusa Penida – Regie: Jochen Schütt
- 1993: Sommerstorm – Regie: Edgar Bessen
- 1994: Leev – oder woans dat heet – Regie: Ursula Hinrichs
- 1994: Katt uns Muus – Regie: Ursula Hinrichs
- 1994: Nevel in'n Kopp – Regie: Edgar Bessen
- 1995: Dat Verspreken – Regie: Edgar Bessen
- 1995: Jan un Lene – Regie: Jochen Schütt
- 1996: Dat Eiland – Regie: Wolfgang Schenck
- 1996: Nix geiht mehr – Regie: Jochen Schütt
- 1996: Op'n Hund kamen – Regie: Wolf Rahtjen
- 1996: Dat Callgirl – oder: Scheherezade mutt starven – Regie: Jochen Schütt
- 1996: Alleen in sick sülvst – Regie: Jochen Schütt
- 1997: För een Ei un een Bodderbroot – Regie: Wolf Rahtjen
- 1997: De halve Fischermann – Regie: Wilfried Dziallas
- 1997: Zander – oder: Buten un binnen – Regie: Edgar Bessen
- 1997: Acht geven – Regie: Michael Leinert
- 1997: Liebe – dat kenn ick... – Regie: Ursula Hinrichs
- 1997: IC 527 – Regie: Edgar Bessen
- 1997: Insa Findewöör – oder: Söbenteihn Sorten Regen – Regie: Jochen Schütt
- 1998: Der Pirat im Schrank – Regie: Hans Helge Ott
- 1998: Daak – Regie: Hans Helge Ott
- 1998: Boss dröppt Boss – Regie: Edgar Bessen
- 1999: Mien Huus – Regie: Frank Grupe
- 1999: In gode un in slechte Tieden – Regie: Edgar Bessen
- 1999: Halvtiet – Regie: Jochen Schütt
- 1999: De Wanz – Regie: Georg Bühren
- 1999: Twee Minschenkinner – Regie: Frank Grupe
- 2000: Judith van Mönster – Regie: Georg Bühren
- 2000: Wenn... – Regie: Hans Helge Ott
- 2000: Wunnerwarken – Regie: Hans Helge Ott
- 2000: Stopp!! (1. Teil: Rum macht Kopfweh) – Regie: Hans Helge Ott
- 2000: Stopp!! (2. Teil: Ein Papagei namens Yokohama) – Hans Helge Ott und Katrin Krämer
- 2000: Präludium för Josse – Regie: Hans Helge Ott
- 2001: Liebeslänglich Amrum (20 Folgen) – Regie: Frank Grupe
- 2002: SchnappSchuss – De Krimi op Platt (Folge: Sylter Arvschop) – Regie: Frank Grupe
- 2002: Florians Reise – Regie: Hans Helge Ott
- 2004: Biller von Tohus – Regie: Hans Helge Ott
- 2006: Utstüürt – Regie: Hans Helge Ott
- 2006: Wellenslag – Regie: Rolf Petersen
- 2006: SchnappSchuss – Die Krimi op Platt (Folge: Watervagel-Trip) – Regie: Hans Helge Ott
- 2006: Ünner den Melkwoold – Regie: Hans Helge Ott
- 2007: Dat Weltgesetz – Regie: Hans Helge Ott
- 2009: Hungern un Freten – Regie: Ilka Bartels
- 2010: Wilma un Karl – Regie: Hans Helge Ott
- 2013: De Schoolraat kummt – Regie: Ilka Bartels
- 2015: Blomen för Evi – Regie: Michael Uhl
- 2016: Altes Land – Regie: Wolfgang Seesko
- 2017: To'n Afscheed 'n Säuten – Regie: Hans Helge Ott

## Übersetzungen
- Wat den een sien Uhl... (Original: Sauce for the Goose) von Donald R. Wilde
- Witte Pracht (Original: Süßer die Glocken) von Stefan Vögel
- Allens för Mama (Original: Alles für Mama) von Stefan Vögel
- De arme Ridder (Original: Ritter Ludwig) von Stefan Vögel
- All ünner een Dannenboom (Original: Alle unter eine Tanne) von Oliver Schmitz